# Fryer Point
Fryer Point är en udde i Sydgeorgien och Sydsandwichöarna (Storbritannien). Den ligger i den sydöstra delen av Sydgeorgien och Sydsandwichöarna.
Terrängen inåt land är varierad. Havet är nära Fryer Point åt nordost.  Det finns inga samhällen i närheten. 